# كوداكية نقطية
كوداكية نقطية (الاسم العلمي: Codakia punctata) هي نوع من الحيوانات تتبع جنس الكوداكية من فصيلة اللوسينات.